# Czaplino (województwo podlaskie)
Czaplino – wieś w Polsce, położona w województwie podlaskim, w powiecie białostockim, w gminie Choroszcz.
W latach 1975–1998 wieś administracyjnie należała do województwa białostockiego.
Wierni kościoła rzymskokatolickiego należą do parafii św. Antoniego Padewskiego w Niewodnicy Kościelnej. 
Z kolei w strukturach administracyjnych kościoła prawosławnego Czaplino podlega parafii w Choroszczy. 

## Integralne części wsi
| SIMC    | Nazwa            | Rodzaj  |
| ------- | ---------------- | ------- |
| 0025069 | Kolonia Czaplino | kolonia |

## Historia
Wieś wzięła swą nazwę od nazwiska rodu bojarskiego.
W 1516 bojar Chodkiewiczów, Stefan Andrzejewicz Czaplicz wybudował swój dworek w miejscu, gdzie dziś jest wieś Czaplino.
W 1533 toczył się spór o ziemię między Horodyńskimi i Klepaczami a Koryckim. W dokumencie dotyczącym tego sporu wymienia się pole pana Jośka Czaplica, syna Andrzeja Czapli.
W roku 1596 w dokumencie fundacyjnym kościoła niewodnickiego wspomniana jest wieś Czaplino.
5 listopada 1641 zawarto umowę między wielebnym księdzem Nikodemem Szybińskim archymandrytą Supraslskim z wielebną kapitułą monastyru Supraslskiego z jednej strony a księdzem Adamem Moczarskim plebanem niewodnickim, także panem Krzysztofem Skiwskim, y małżonką panią Katarzyną Korycką Skiwską, panem Andrzejem Wilczewskim i małżonką panią Zofią Korycką Wilczewską z drugiej strony o wybudowanie w dobrach Czaplinskich grobli granicznej na koszt monastyru.
W 1662 wspomniany jest dwór Jakuba Wilczewskiego. We dworze tym było 19 osób.
W 1723 do dworu Smogarzewskiego w Czaplinie należała wieś Trypucie, do dworu Kotuńskiego wieś Mińce i Barszczówka. We dworze Smogarzewskiego było dziewięciu ludzi, we dworze Kotuńskiego ośmiu. 
W 1790 w Czaplinie był młyn będący własnością wszystkich pięciu mieszkających tu rodzin szlacheckich: Moniuszków, Cybulskich, Łyszczyńskich, Godlewskich, Sandarskich.
1863 - Jednym z ognisk ruchu powstańczego był dwór Henryka Rogowskiego w Czaplinie.
W 1900 wieś miała 204 dziesięcin, Łyszczyńscy 246, Rogowscy 116 i Kuczyńscy 51 dziesięcin.